# Seisen Cerberus
Seisen Cerberus (聖戦ケルベロス?) è un videogioco di ruolo giapponese sviluppato per Android e iOS da GREE, pubblicato il 18 aprile 2011. Un adattamento manga è stato serializzato sul Bessatsu Shōnen Magazine di Kōdansha dal 9 marzo al 9 ottobre 2013, mentre un adattamento anime, prodotto da Bridge, è stato trasmesso in Giappone tra il 4 aprile e il 27 giugno 2016.

## Personaggi
Hiiro (ヒイロ?)
Doppiato da: Yoshitsugu Matsuoka
Saraato (サラート?, Sarāto)
Doppiata da: Mao Ichimichi
Erin (エリン?, Erin)
Doppiata da: Maaya Uchida
Giruu (ギルー?, Girū)
Doppiato da: Taiten Kusunoki
Tomitte (トミって?, Tomitte)
Doppiata da: Arisa Ogasawara
Nanbuuko (ナンブーコ?, Nanbūko)
Doppiato da: Shunsuke Sakuya
Sharisharu (シャリシャルー?, Sharisharū)
Doppiata da: Mariya Ise
Mumuu (ムムー?, Mumū)
Doppiata da: Manami Numakura
Palpa (パルパ?, Parupa)
Doppiato da: Yōji Ueda
Bachroppa (バッハロッパ?, Bahharoppa)
Doppiato da: Masayuki Omoro

## Media

### Manga
Un adattamento manga a cura di Seijirō Narumi, intitolato Seisen Cerberus: mō hitori no eiyū (聖戦ケルベロス～もう一人の英雄～?), è stato serializzato sulla rivista Bessatsu Shōnen Magazine di Kōdansha dal 9 marzo al 9 ottobre 2013. I vari capitoli sono stati raccolti in due volumi tankōbon, pubblicati rispettivamente il 9 agosto e il 9 dicembre 2013.

#### Volumi
| Nº | Data di prima pubblicazione | Data di prima pubblicazione | Data di prima pubblicazione |
| Nº | Giapponese                  | Giapponese                  |                             |
| -- | --------------------------- | --------------------------- | --------------------------- |
| 1  | 9 agosto 2013               | ISBN 978-4-06-394905-6      |                             |
| 2  | 9 dicembre 2013             | ISBN 978-4-06-394980-3      |                             |

### Anime
Un adattamento anime è stato ideato per celebrare il quinto anniversario del videogioco originale. La serie televisiva dal titolo Cerberus (聖戦ケルベロス 竜刻のファタリテ?, Seisen Keruberosu: ryūkoku no fatarite), prodotta da Bridge e diretta da Nobuhiro Kondō, è andata in onda dal 4 aprile al 27 giugno 2016. Le sigle di apertura e chiusura sono rispettivamente Resonant Heart di Maaya Uchida e Xenotopia di Suzuko Mimori. In tutto il mondo, ad eccezione dell'Asia, la serie è stata trasmessa in streaming in simulcast, anche coi sottotitoli in lingua italiana, da Crunchyroll.

#### Episodi
| Nº | Titolo italiano Giapponese 「Kanji」 - Rōmaji                                           | In onda        | In onda |
| Nº | Titolo italiano Giapponese 「Kanji」 - Rōmaji                                           | Giapponese     |         |
| 1  | Il signore dei draghi oscuri 「ロード・オブ・ダークドラゴン」 - Rōdo obu Dāku Doragon   | 4 aprile 2016  |         |
| 2  | Il cristallo oscuro 「ダーク・クリスタル」 - Dāku Kurisutaru                            | 11 aprile 2016 |         |
| 3  | Fortezza nascosta 「ヒドゥン・フォートレス」 - Hidun Fōtoresu                           | 18 aprile 2016 |         |
| 4  | Viaggio atteso 「エクスペクテッド・ジャーニー」 - Ekusupekuteddo Jānī                   | 25 aprile 2016 |         |
| 5  | Il senso 「センス」 - Sensu                                                             | 2 maggio 2016  |         |
| 6  | Amore inusuale 「ストレンジ・ラブ」 - Sutorenji Rabu                                    | 9 maggio 2016  |         |
| 7  | Trasformazione 「トランスフォーム」 - Toransufōmu                                       | 16 maggio 2016 |         |
| 8  | Ombre oscure 「ダーク・シャドウ」 - Dāku Shadō                                          | 23 maggio 2016 |         |
| 9  | Segni 「サイン」 - Sain                                                                 | 30 maggio 2016 |         |
| 10 | Il presagio 「ジ・オーメン」 - Ji Ōmen                                                  | 6 giugno 2016  |         |
| 11 | La strada dell'ira 「フューリー・ロード」 - Fyūrī Rōdo                                  | 13 giugno 2016 |         |
| 12 | Il ritorno del drago oscuro 「リターン・オブ・ダークドラゴン」 - Ritān obu Dāku Doragon | 20 giugno 2016 |         |
| 13 | Cuore di drago 「ドラゴン・ハート」 - Doragon Hāto                                      | 27 giugno 2016 |         |